# Cultura esperantista
Per cultura esperantista si intende quanto di artistico viene prodotto in lingua esperanto, dalla letteratura (sia poesia sia prosa) al cinema, al teatro, alla musica.
Nonostante superi di gran lunga la produzione delle altre lingue artificiali, non può essere paragonata a quella delle lingue nazionali, specie nel cinema (i lungometraggi in esperanto sono solo due), mentre la letteratura e la musica vantano una più ampia varietà, dovuta al fatto che dal punto di vista economico richiedono molti meno sforzi. 
La comunità degli esperantisti ha delle sue ricorrenze, ma vista la varietà dei parlanti di ogni nazionalità che, pur potendo essere riuniti in associazioni (oltre che essere autodidatti isolati) non si può parlare di cultura in senso di modo di pensare (questo infatti non è lo scopo della lingua, che vuole far comunicare le varie culture senza sovrapporsi ad esse).

## Pubblicazioni scientifiche
Pubblica regolarmente in esperanto l'università "Accademia internazionale delle scienze" (in esperanto Akademio Internacia de la Scienco) della Repubblica di San Marino.

## Esperanta ligilo
Si tratta di una rivista esperantista riservata ai non vedenti, scritta in alfabeto braille. Fu fondata nel 1904 da Théophile Cart, ed è tuttora pubblicata.

## Galleria d'immagini

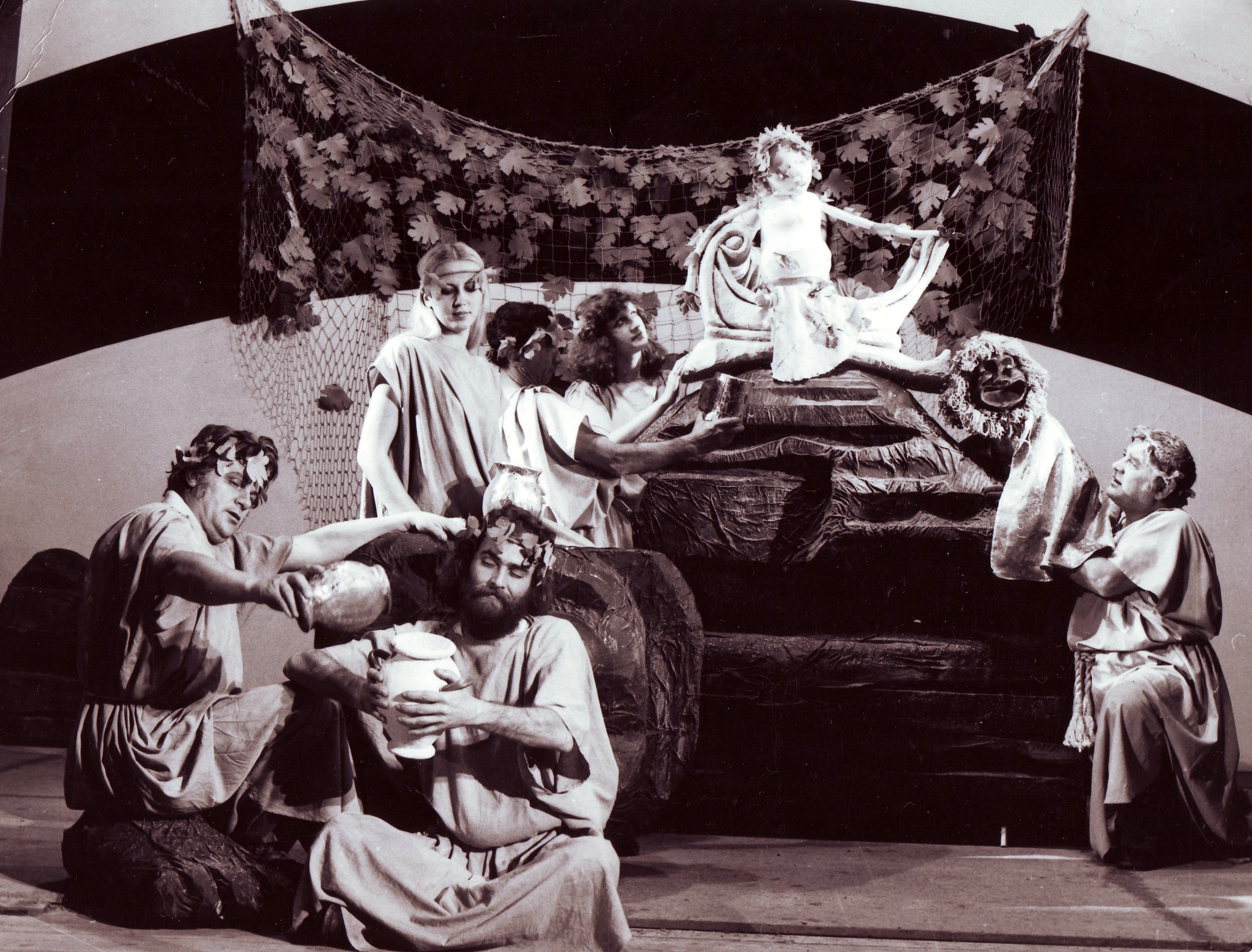
Pupteatra Internacia Festivalo, 1981
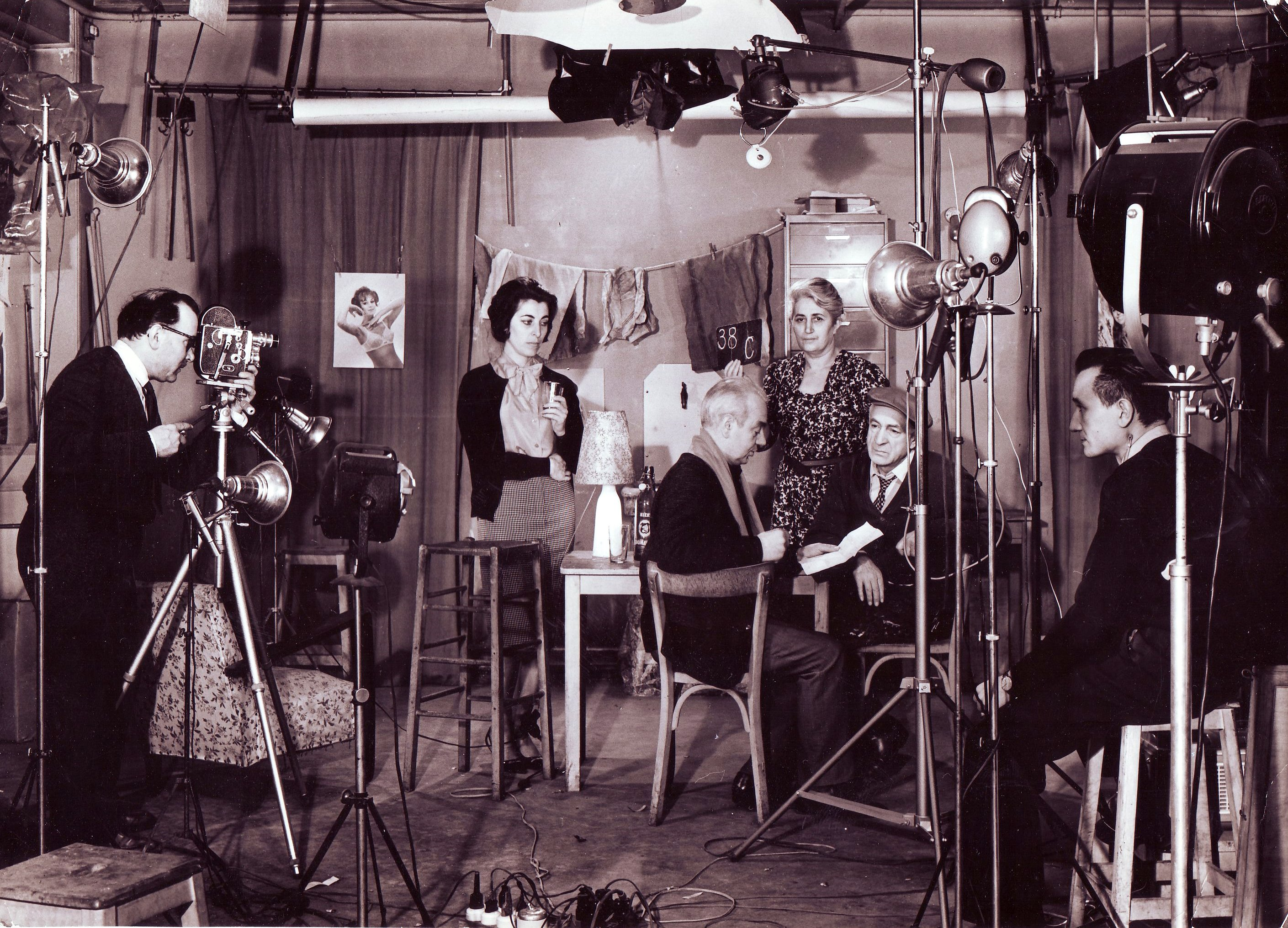
Angoroj (foto di Jacques Mahe)